# Mysteriet på Greveholm (datorspel)
Mysteriet på Greveholm är ett svenskt datorspel från 1997 som bygger på SVT:s julkalender från 1996 med samma namn. Spelet utvecklades av Peter Nyrell och programmerades av Oscar Wemmert och Bjarne Bülow med musik av The Creeps.
Spelet utvecklades av Vioma Digital Media AB och distribuerades i Sverige av Young Genius. Spelet fick två uppföljare i Mysteriet på Greveholm 2: Resan till Planutus och Mysteriet på Greveholm 3: Den gamla legenden.
Spelet utvecklades på runt en månad.

## Handling och upplägg
Spelet är ett peka-och-klicka-spel där spelaren tar sig runt i Greveholms slott och löser diverse uppgifter för att hitta roboten Sprak. Sedan ska man besegra greven och laga prinsessans raket så hon kan åka hem.

## Mottagande
Spelet fick ett gott mottagande av kritiker och sålde i 100 000 exemplar.
Expressens recensenter Lennart Nilsson och Richard Sandeskog gav spelet 3 av 5 i betyg och beskrev det som "lättspelat men ändå klurigt, passar hela familjen." Göteborgs-Postens recensent Karin Torgny gav spelet 4 av 5 i betyg och skrev att programmet är välgjort, omfattande med väl utvecklad grafik" men saknade ett dramaturgiskt narrativ och beklagade sig över att manualen var bristfälligt utformad.
Kattis Streberg på Datateknik gav spelet 5 av 5 i betyg och skrev att "grafiken är jättesnygg och klurigheterna alldeles lagom svåra för en datorspelsvan åttaåring." och "Greveholm är ett sånt spel som mamma tjuvspelar på kvällarna, och spar i eget namn. Ett riktigt höjdarspel. Nackdelen är förstås att när man väl löst gåtorna och satt ihop roboten, så är spelet slut. Men en engagerad åttaåring börjar säkert gärna om från början direkt igen."